# Аттар
Шейх Фарид-ад-дин Мохаммед бен Ибрахим Атта́р, часто просто Аттар («Парфюмер», прозвище отражает основную профессию), настоящее имя — Абу Хамид Мухаммад ибн Абу Бакр Ибрахим (или ибн Са‘д ибн Йусуф, годы жизни и обстоятельства смерти спорны) — персидский суфийский поэт XII века, автор многочисленных поэм и стихотворений. Стихи Аттара проникнуты страстным стремлением к единению с божеством, глубокими философскими мыслями.

## Годы жизни
Источники расходятся в датах рождения и смерти, датировки недоказуемы.
Согласно некоторым источникам, Аттар родился в 1119 году, год смерти неизвестен.
Другие источники приводят в качестве даты рождения вторую половину XII века, а как год смерти указывают 1230 год. Комбинация 1119 года рождения и 1230 года смерти, также встречающаяся в источниках, делает Аттара крайним долгожителем, при том, что в своих произведениях он не упоминает себя как глубокого старца.
Третья группа источников считает, что Аттар родился в 1145 или 1146 году в Нишапуре и относит смерть к резне, которая произошла в Нишапуре после взятия его монгольскими войсками Тулуя в 1221 году.

## Работы
Аттар написал сто четырнадцать книг, самой известной из которых является тазкире «Тазкират аль Авлия» («Рассказы о Святых») , где рассказывается жизнеописание суннитских праведников Египта, Персии. Также знамениты следующие труды автора: «Беседа птиц» (ок. 1175), «Книги совета», Издание и пер. Сильвестра де Саси (П., 1817), лирические стихи; антология «Жизнеописание святых». Согласно ЭСБЕ, «Сочинения А. соединяют в себе изящество формы с большим богатством глубоких и плодотворных идей».

## Переводы на русский
- Истины. Изречения персидского и таджикского народов, их поэтов и мудрецов. Перевод Наума Гребнева. Примечания Н.Османова. «Наука», М., 1968; Санкт-Петербург, «Азбука-Классика», 2005. ISBN 5-352-01412-6
- Аттар. Рассказы о святых. Издательство: «Сампо», М., 2005 г., 240 стр. ISBN 5-220-00361-5
- Аттар, Фарид ад-Дин Мухаммад ибн Ибрахим. Логика птиц / Пер. с перс. Мостафа Борзуи. М.: Номос, 2009. 320 стр. 500 экз. ISBN 978-5-9900868-4-5